# Єсаулов Олександр Трохимович
Олександр Трохимович Єсаулов (нар. 1924, село Рождественка, тепер Херсонської області — 1995, місто Дніпропетровськ, тепер  місто Дніпро) — український радянський діяч, директор Нижньодніпровського трубопрокатного заводу імені Карла Лібкнехта Дніпропетровської області. Депутат Верховної Ради УРСР 8-го і 10-го скликань. Член Президії Верховної Ради УРСР 10-го скликання.

## Біографія
У 1944—1948 роках — в Червоній армії, учасник німецько-радянської війни. Служив автоматником 7-ї стрілецької роти 944-го стрілецького полка 259-ї стрілецької дивізії 3-го Українського фронту.
З 1948 року працював нормувальником на пристані Нікополь Дніпропетровської області.
Член ВКП(б) з 1951 року.
У 1952 році закінчив Нікопольський металургійний технікум Дніпропетровської області.
У 1952—1969 роках — помічник майстра, начальник відділу, старший майстер, секретар партійного бюро, заступник начальника цеху, начальник трубопрокатного цеху № 2, заступник головного інженера Нікопольського Південнотрубного металургійного заводу Дніпропетровської області.
Освіта вища. Закінчив Дніпропетровський металургійний інститут.
З 1969 року по 1990 рік — директор Нижньодніпровського трубопрокатного заводу імені Карла Лібкнехта Дніпропетровської області.
Потім — на пенсії. Був старшим науковим співробітником Національної металургійної академії України.

## Нагороди
- орден Жовтневої Революції
- орден «Знак Пошани»
- орден Вітчизняної війни 1-го ст. (6.04.1985)
- орден Слави 3-го ст. (12.09.1944)
- медалі
- Лауреат Державної премії СРСР в галузі техніки (1979) — за розробку і освоєння принципово нової технології і агрегатів для масового виробництва високоякісних безшовних труб